# Кальманович, Анна Андреевна
А́нна Андре́евна Кальмано́вич (ум. 16 (17) ноября 1920, Таллин) — писательница, суфражистка и общественная деятельница.

## Деятельность
О жизни Анны Кальманович известно мало. Она начала свою общественную деятельность в Саратове в сфере благотворительности, основав в 1893 г. Еврейское попечительство о больных. Она оставалась его председательницей до 1904 г. Параллельно с этим она состояла в Женском комитете при Обществе пособия беднейшим. В своей деятельности Кальманович постоянно пыталась расширить границы допустимого, изменить статус-кво. Так, в 1903 г. она вступила в конфликт с правлением Общества пособия беднейшим по поводу жилищных условия для сотрудников и подопечных Общества.
Постепенно фокус Кальманович сместился от благотворительности в сторону глобальной женской повестки, и её интересы вышли за пределы Саратова. Она начала налаживать контакт с несколькими ведущими российскими феминистками. В 1901 г. во время поездки в Санкт-Петербург она встретилась с Анной Шабановой и Прасковьей Ариян, чтобы узнать о деятельности Взаимноблаготворительного общества. Впоследствии она пригласила Шабанову выступить с лекцией в Саратове (что та и сделала 25 января 1903 г.)
В 1904 г. Кальманович ушла с поста в Еврейском попечительстве о больных и основала Общество взаимопомощи трудящихся женщин. Благодаря отличному знанию нескольких языков, она приняла участие в нескольких международных женских конгрессах. Её первая публичная лекция 2 декабря 1904 г. в Саратове была посвящена прошедшему в том же году конгрессу Международного совета женщин.
Из-за нападения черносотенцев Кальмановичи вынуждены были бежать за границу. Там Анна Кальманович принимает участие в конгрессах Международного женского избирательного союза и в 1906 и 1908 годах читает лекции о женском движении группе русских ссыльных в Швейцарии. В 1908 году А. А. Кальманович вернулась в Россию и вступила в Союз за равноправие женщин. Писала для журналов «Союз женщин», «Женский вестник» и британского Jus Suffragii. Была одной из активисток «Всероссийской Лиги равноправия женщин». Работая в области женского движения, часто выступала с докладами в России и за границей на международных конгрессах женщин и напечатала несколько брошюр по этому вопросу («Женское движение и его задачи», «Женское движение и отношение к нему партий», «Английские суфражистки и суфражетки» и др.). Сотрудничала во многих русских и иностранных изданиях, посвящённых женскому движению.
Взгляды Анны Кальманович на женский вопрос были достаточно радикальными. Одним из её основных тезисов был тот, что мир делится на два класса — класс женщин и класс мужчин, а «классовая борьба — это борьба класса женщин против класса мужчин». За эти взгляды Анну Кальманович не раз обвиняли в мужененавистничестве и разжигании войны полов.

В своем докладе на Первом Всероссийском женском съезде «Женское движение и отношение партий к нему» Кальманович подвергла критике все политические силы страны, а также международную социал-демократию. Либералов и социал-демократов она упрекала в том, что вопрос о политических правах женщин стоит в их программе «ради украшения», а консерваторов — в том, что они предлагали женщине только «домашний очаг, детей и штопанье носков».
«Я надеюсь убедить женщин, что им не следует ждать свободы от мужчины, как бы он ни не назывался: либерал, консерватор или социал-демократ. Пока мужчина будет иметь возможность угнетать и унижать женщину — он будет это делать (...) Не ждите великодушия ни от кого, защищайте сами свои права, ставьте людей в невозможность господствовать над вами, оградите себя законами».
Кальманович признавала, что союзники у женщин есть во всех партиях, но обосновывала необходимость создания внепартийных женских организаций, которые являются единственной гарантией существования женского движения, т. к. партии «выбросят чуть что за борт наш женский вопрос как ненужный балласт».

Анна Кальманович одной из первых в женском движении заявила, что в ситуации спада политического протеста нужно временно отказаться от требования всеобщего избирательного права. Она предложила изменить цель движения и выступить за получение цензового избирательного права, хотя это вызывало нарекания среди участниц движения и давало карты в руки его противникам. В своей речи на Амстердамском конгрессе она говорила:
«Неблагоразумно гнаться слепо за всеобщим избирательным правом, пренебрегая возможностью получить в данное время в данной стране то или другое частичное право для женщин. Конечно, всеобщее избирательное право — прекрасный принцип, но и социал-демократы не всегда были ему верны и прекрасно мирились с тем, что половина рода человеческого совершенно забывалась».

## Семья
Анна Кальманович была замужем за известным адвокатом Самуилом Кальмановичем. У супругов была дочь Эмилия, впоследствии — эмигрантская поэтесса и детская писательница. О других детях ничего не известно.